# 雑'sジャパン
雑'sジャパン（ザッツジャパン）は、2014年から日本テレビ系列にて不定期に放送されているドキュメンタリー教養番組である。

## 概要
様々な日本の「雑」の付く物を調べて紹介する番組。第1回は『小さな日本み〜つけた!雑居ジャパン』のタイトルで放送された。

## 司会者
- 後藤輝基（フットボールアワー）
- 片平なぎさ 第2回 -
- 木村佳乃 第1回のみ

## ゲスト
- 柳原可奈子
- 羽田圭介
- 井戸田潤
- 太川陽介

VTR出演
- 藤田ニコル
- 飯尾和樹
- 鈴木浩介
- 岩尾望

## スタッフ
第3回
- 構成：北本かつら、宮下勇二、石毛義明、オオガネクヨシタカ、北田昌士、松本健一
- 企画：政橋雅人
- 編集：橋本治
- MA：降旛直人
- TM：樋口正史
- SW：中村哲也
- MIX：原秀彰
- VE：久野崇文
- LD：千葉雄
- 技術協力：NiTRo、イカロス、シーアップ
- 美術：牧野沙和
- デザイン：高井美貴
- 音効：今野直秀、鈴木信行
- タイトル：安居院一展
- イラスト：ドラゴンプーピクチャーズ
- リサーチ：スコープ、フリード
- 写真協力：読売新聞社、スペイン政府観光局、マルベル堂
- 取材協力：コモディイイダ
- 協力：WHOLE MAN、ぷろぺら
- デスク：田口美和子
- TK：矢島由紀子
- AD：牛嶋まなみ、佐々木織恵、吉田大器、山口慶太郎、大木奈菜、井水奈奈
- AP：石井琴子、飛戸亜紀
- ディレクター：磯崎泰久、武井陽介、山口忠継、松谷夢々、河添有佑、山本紗智子
- 演出：森山琢哉 / 松田裕士、小林淳一、前田展宏
- プロデューサー：井原亮子、丑山彰、阿河朋子、佐藤陽代
- チーフプロデューサー：糸井聖一
- 制作協力：イカロス、えすと
- 製作著作：日本テレビ

## 放送リスト
| 回 | 放送日         | 放送時間      | ゲスト | 備考                                                                        |
| -- | -------------- | ------------- | ------ | --------------------------------------------------------------------------- |
| 1  | 2014年 9月21日 | 13:15 - 14:15 |        | 『小さな日本み〜つけた!雑居ジャパン』のタイトルで放送。                     |
| 2  | 2015年 3月14日 | 13:30 - 15:30 |        |                                                                             |
| 3  | 10月2日        | 19:00 - 20:54 |        | 一部地域では19時台がローカルセールス枠のため、19:56 - 20:54に短縮版を放送。 |